# Megamorion brevicauda
Megamorion brevicauda is een platworm (Platyhelminthes). De worm is tweeslachtig. De soort leeft in het zoute water.
Het geslacht Megamorion, waarin de platworm wordt geplaatst, wordt tot de familie Dolichomacrostomidae gerekend. De wetenschappelijke naam van de soort werd voor het eerst geldig gepubliceerd in 1968 door Rieger & Sterrer.